# N-isopropyl-N'-fenyl-1,4-fenyleendiamine
N-isopropyl-N'-fenyl-1,4-fenyleendiamine, ook bekend onder de afkorting IPPD, (<Engels: N-Isopropyl-N'-Phenyl-1,4-PhenyleenDiamine) is een bekend contactallergeen. De stof wordt als antioxidant  en antiozonant toegevoegd aan zwarte rubbermengsels, zowel met natuurrubber als met synthetisch rubber. Het is een doeltreffende stof tegen de veroudering van rubber, maar het is tevens een allergeen dat de huid irriteert en sensitiseert.
De stof is opgenomen in de Europese standaardreeks van stoffen die de meeste allergische reacties veroorzaken. Contactdermatitis veroorzaakt door de stof is niet alleen vastgesteld bij arbeiders in de rubberverwerkende industrie maar ook bij personen die zwarte rubberlaarzen droegen.

## Synthese
De synthese gebeurt door de reactie van 4-chloornitrobenzeen met aniline tot 4-nitrodifenylamine, dat daarna alkylering ondergaat met aceton over een nikkel-chroom-katalysator.

## Antioxidant
De antioxiderende werking van de verbinding berust op het gemak waarmee de waterstofatomen op stikstof verwijderd kunnen worden. Er ontstaat dan een stikstofequivalent van chinon